# تونتشي باشيتش
تونتشي باشيتش (بالكرواتية: Tonči Bašić)‏ هو مدرب كرة قدم ولاعب كرة قدم كرواتي في مركز الوسط، ولد في 13 مارس 1974 في سبليت في كرواتيا. لعب مع ألانيا ونادي بريبرام ونادي رادنيتشكي سبليت ونادي فاراجدين.